# Drepanoconis nesodaphnes
Drepanoconis nesodaphnes är en svampart som först beskrevs av Berk. & Broome, och fick sitt nu gällande namn av J. Walker 1983. Drepanoconis nesodaphnes ingår i släktet Drepanoconis och familjen Cryptobasidiaceae.   Inga underarter finns listade i Catalogue of Life.